# 港湾産業
港湾産業とは、港湾を基盤とする港湾事業や、港湾に関連する諸事業を産業としてとらえる概念のことである。
広義には港湾事業のみならず、製造業、商業等も含めた広い範囲を総称するものであり、狭義では港湾ターミナル機能と直結する港湾運送業を中心とした物流事業（物流産業）をさす。

## 港湾産業の分類例
- 港湾運送事業：荷役、運送、包装、取扱の諸用役
- 倉庫業：保管用役
- 梱包業：包装用役
- 情報業：情報用役
- 通関業：取扱用役

もっとも大きな比重を占めるのが港湾運送事業（港湾関連事業を含む）である。